# Национални музеј лепих уметности у Хавани
Национални музеј лепих уметности (шп. Museo Nacional de Bellas Artes) је музеј уметности у Хавани, фокусиран углавном на кубанску уметност од колонијалних времена до данас.

## Галерија
- Хосе Николас де ла Ескалера - Свето тројство, 18. век.
- Облик, простор и светлост, скулптура Рите Лонге испред главног улаза.
- Једна од кула музеја